# Кырсынгыр (гора)
Кырсынгыр — гора в России. Находится в восточной части Ишимбайского района Башкортостана. Расположена в междуречье рек Суалаше (приток реки Саралы) и Аюлы (приток реки Раузяк). Абсолютная высота — 607,2 м. Склоны пологие. Сложена кварцитами, песчаниками рифея.

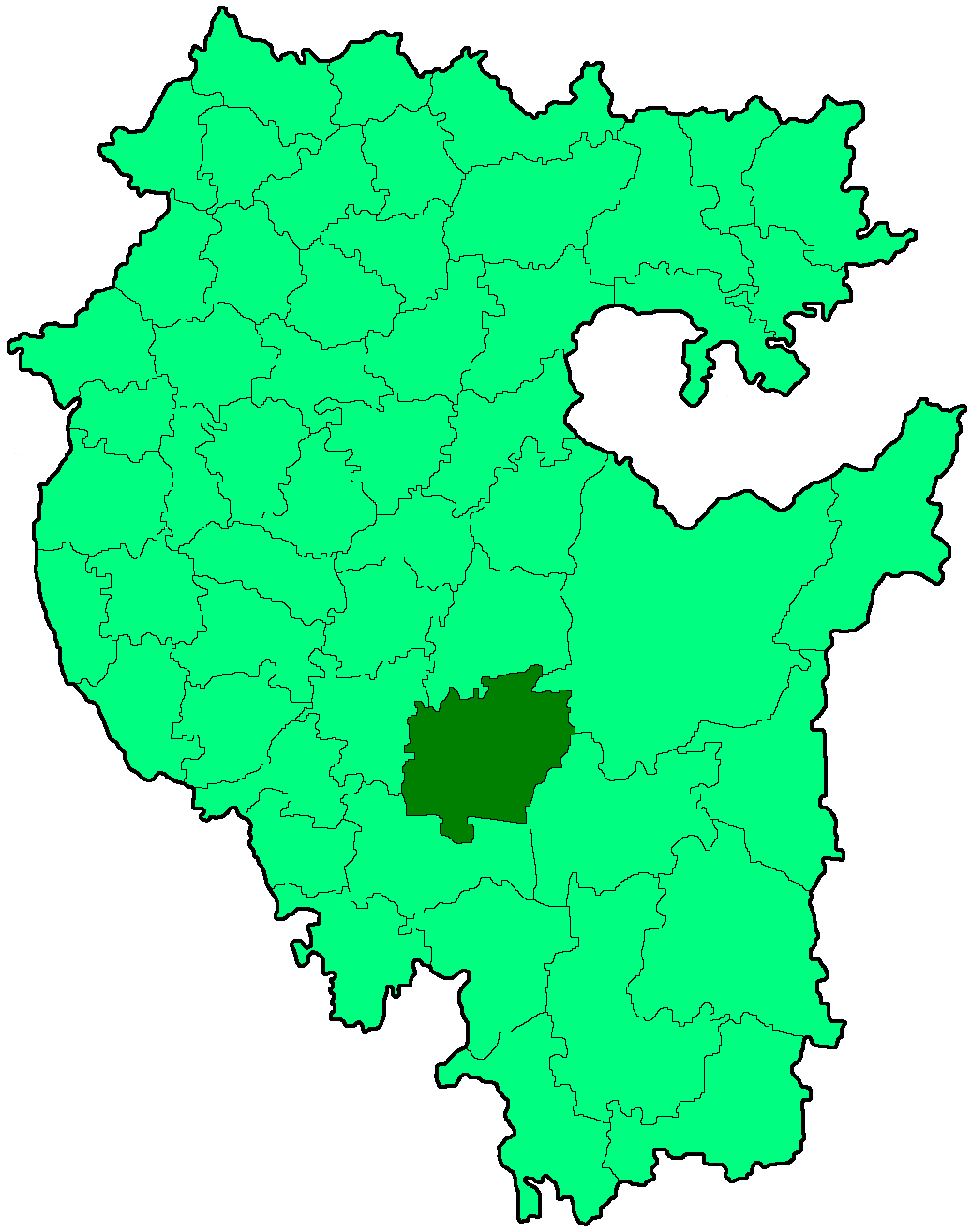
Рәсәйҙ

Юго-западнее Кырсынгыра находится гора Искеюрт (608 м), южнее — гора Биктарь (629 м), северо-западнее — Саитбаштамак (631 м), северо-восточнее — Яманташ (588 м).
Ландшафты представлены широколиственными смешанными лесами (липа, берёза, осина, дуб).
Название «Кырсынгыр» произошло от башкирских слов «ҡырсын» — гравий, мелкие камни, и «ҡыр» (гыр) — хребет, край.